# Ioannis Zizioulas
Ioannis Zizioulas (em grego: Ιωάννης Ζηζιούλας; Cozani, 10 de janeiro de 1931 – Atenas, 2 de fevereiro de 2023) foi um teólogo e bispo ortodoxo grego, amplamente reconhecido como um dos nomes mais influentes da teologia ortodoxa do século XX e início do século XXI. Como bispo, detinha desde 1986 o título de metropolita de Pérgamo no Patriarcado Ecumênico de Constantinopla.
Zizioulas destacou-se por sua contribuição à teologia sistemática, especialmente nos campos da eclesiologia, da teologia trinitária e da antropologia teológica. Sua obra mais conhecida, Being as Communion (publicada originalmente em francês como L'être ecclésial em 1981, e em 1985 em inglês em versão revista e ampliada), marcou profundamente os debates contemporâneos sobre a relação entre pessoa, comunhão e ontologia cristã, articulando uma síntese original entre a tradição patrística, sobretudo a teologia dos Padres Capadócios, e as exigências do pensamento moderno. Envolvido ativamente no diálogo ecumênico, teve papel relevante em comissões teológicas entre a Igreja Ortodoxa e outras confissões cristãs, como a Igreja Católica e a Comunhão Anglicana.

## Carreira acadêmica
Zizioulas frequentou as Universidades de Tessalônica e de Atenas, graduando-se em teologia nessa última em 1954. Fez um período de estudos no Instituto Ecumênico de Bossey, na Suíça, em 1954, e em Harvard, onde obteve o mestrado em 1956. Doutorou-se em teologia pela Universidade de Atenas em 1966, com a tese "A unidade da Igreja na sagrada eucaristia e no bispo".
Entre 1966 e 1967, foi professor assistente na mesma universidade. A partir de 1970, trabalhou na Universidade de Edimburgo como professor de teologia dogmática. Em 1973, transferiu-se para a Universidade de Glasgow, onde atuou como professor de teologia sistemática até 1987. Nesse período, chegou a trabalhar como professor visitante na Pontifícia Universidade Gregoriana, em Roma, entre 1983 e 1984. Foi professor visitante também do King's College de Londres, em 1984 e entre 1989 e 1998.
A partir de 1984, atuou como professor de teologia dogmática e teologia comparada na Universidade de Tessalônica. Desempenhou essa função até 1998, paralelamente à sua atividade como bispo, tendo sido nomeado metropolita titular de Pérgamo em 1986.

## Obras publicadas

### Com tradução em português
- A criação como eucaristia: proposta teológica ao problema da ecologia. São Paulo: Mundo e Missão; Florianópolis: Itesc, 2001 (tradução da versão italiana por José Artulino Besen).
- Eucaristia e Reino de Deus. São Paulo: Mundo e Missão; Florianópolis: Itesc, 2003 (tradução da versão italiana por Vitor Feller).
- Lições de dogmática cristã. Curitiba: Carpintaria, 2025 (tradução do original inglês por Felipe Sérgio Koller, Diego Artur Wust, Rebeca Pinheiro Queluz e Henrique Zimmer).